# Theódoros Vlássis
Theódoros Vlássis ou Vlassópoulos (grec moderne : Θεόδωρος Βλάσσης ou Βλασσόπουλος) est un membre de la Filikí Etería, ainsi qu'une personnalité politique grecque de la période de la Guerre d'indépendance grecque.

## Biographie
Fils du kocabaşı d'Argos, Chrístos Vlássis, il devient notable de cette même ville, il est marié à Assimína Giannakopoúlou et est père de onze enfants. 
Il devient délégué au cours de l'Assemblée nationale d'Épidaure, ainsi que ministre de la justice au sein de l'Exécutif grec de 1822,.